# Кондрат Омелян Філаретович
Омелян Філаретович Кондрат (рос. Емельян Филаретович Кондрат; 26 липня (8 серпня) 1911, Косарі — 16 серпня 2002) — радянський військовий льотчик, генерал-майор авіації, Герой Радянського Союзу (1943).

## Біографія
Народився 26 липня (8 серпня) 1911 року в селі Косарі (нині село Красні Косарі Мглинського району Брянської області) в селянській родині. Росіянин. У 1925 році закінчив п'ять класів школи. 
З березня 1925 року за квітень 1926 наймитував в селах Косарі і Лугівка, потім до січня 1929 року працював в господарстві батька. З січня 1929 по січень 1930 року був робітником на машинобудівному заводі в Сімферополі, потім до червня 1930 року — учнем в акціонерному товаристві «Установка» в Сімферополі. 
Закінчив дворічний Сімферопольський робітфак вечірнього курсу за спеціальністю коваля-слюсаря, а в 1931 році шестимісячні Севастопольські курси креслярів. До лютого 1932 року працював ковалем і слюсарем на судноремонтному заводі у Севастополі.

### Військова кар'єра
25 лютого 1932 року призваний до лав Червоної Армії. З лютого 1932 по жовтень 1933 року навчався в Качинській військовій авіаційній школі пілотів. З жовтня 1933 по жовтень 1936 року служив молодшим льотчиком в 34-й винищувальній авіаційній ескадрильї 56-ї винищувальної авіаційної бригади Київського військового округу. 28 травня 1936 року отримав звання лейтенанта.
З 20 жовтня 1936 року по 7 квітня 1937 року брав участь у громадянській війні в Іспанії. Воював на винищувачі — біплані «І-15». Мав псевдоніми «Аліхновіч» і «Конрад». В одному з повітряних боїв з трьома ворожими винищувачами «Хейнкель» He-51 збив два з них, а третій втік. В іншій сутичці знищив гідролітак. Всього здійснив 180 бойових вильотів, збив шість літаків (три особисто і три в групі). За бої в небі Іспанії був нагороджений двома орденами Червоного Прапора (2 січня 1937 і 4 липня 1937). 17 квітня 1937 йому присвоїли звання старшого лейтенанта.
З травня по вересень 1937 року був командиром ланки в 34-й винищувальній авіаційній ескадрильї (ВАЕ). 20 лютого 1938 року був проведений в капітани. З вересня 1937 по червень 1938 року командував окремим загоном в 26-й ВАЕ. Нагороджений медаллю «XX років РККА» (22 лютого 1938). Потім був переведений на Далекий Схід, де з червня по листопад 1938 року командував ескадрильєю, потім до лютого 1939 року був помічником командира і до січня 1940 року командиром 18-го винищувально-авіаційного полку (ВАП) в Хабаровську.
У серпні 1938 року брав участь в бойових діях з японськими загарбниками на озері Хасан, де виконав 16 бойових вильотів. 4 листопада 1938 року йому присвоїли звання майора. В січні 1940 року був призначений командиром 152-го ВАП.
З 15 лютого по квітень 1940 року, разом зі своїм полком, брав участь в радянсько-фінській війні. При авіаційному нальоті отримав контузію правого коліна. Літав на І-16, виконав 51 бойовий виліт. 31 березня 1940 року йому було присвоєно звання полковника. 21 травня 1940 року нагороджений третім орденом Червоного Прапора. З квітня 1940 року був командиром 131-го ВАП. Потім, до травня 1941 року, навчався на оперативному факультеті Військово-повітряної інженерної академії імені Жуковського. Після закінчення навчання був призначений на посаду інспектора Управління ВПС Північно-Кавказького військового округу.

#### Друга світова війна
У боях німецько-радянської війни з червня 1941 року. До лютого 1942 року був командиром 274-го ВАП на Південно-Західному фронті. Восени 1941 року на винищувачі ЛаГГ-3 збив в районі Ростова розвідник Ju-88. Був старшим інспектором ВПС Волховського фронту. Потім командував 2-м гвардійським винищувальним авіаційним полком.
Після завершення прориву блокади Ленінграда, 18 січня 1943 року, авіація підтримувала сухопутні війська в їх прагненні розширити смугу прориву. В ході операції по прориву блокади полк здійснив 330 бойових вильотів з метою прикриття радянських військ і боротьби з ворожою авіацією. У 27 повітряних боях було збито 34 літака, втрати радянських льотчиків склали 11 машин. Командир полку О. Ф. Кондрат вісім разів особисто водив групу винищувачів в бій і завдавав значних втрат противнику. У повітряних боях він збив п'ять ворожих літаків.
Указом Президії Верховної Ради СРСР від 1 травня 1943 року за вміле командування авіаційним полком, героїзм і мужність, проявлені в боях з німецько-фашистськими загарбниками, гвардії полковнику Кондрату Омеляну Філаретовичу присвоєно звання Героя Радянського Союзу з врученням ордена Леніна і медалі «Золота Зірка» (№ 3780).
1 червня 1943 року полковник Кіндрат О. Ф. був призначений командиром 249-ї винищувальної Червонопрапорної авіаційної дивізії 9-ї повітряної армії, яка в складі 1-го Далекосхідного фронту в період з 9 серпня по 3 вересня 1945 року брала активну участь в радянсько-японській війні.
Всього у всіх війнах здійснив 308 успішних бойових вильотів, брав участь у 77 повітряних боях, в яких збив 16 літаків противника.

#### Повоєнні роки
Після закінчення війни продовжував службу у Військово-повітряних силах СРСР. Займав ряд високих командних посад. На початку 1950-х років був радником в Китаї. У 1951 році закінчив Військову академію Генерального штабу. З січня 1958 по жовтень 1968 року був заступником начальника Київського вищого інженерно-авіаційного військового училища Військово-повітряних сил.

### У відставці

Могила Омеляна Кондрата

30 листопада 1968 року був звільнений в запас у званні генерал-майора авіації. Жив у Києві. Автор спогадів: «Дістався нам вік неспокійний», «Заради життя на землі» (у збірнику «Разом з патріотами Іспанії») та інших. Помер 16 серпня 2002 року. Похований в Києві на Байковому кладовищі разом з родиною.

## Сім'я
- син — Олег Кондрат (1948—1994), генерал-майор, завідуючий відділом з питань оборони та військово-мобілізаційної роботи апарату Кабінету Міністрів України
- дочка — Ірина Бєднягіна (Кондрат; нар. 1951), тренер професійних спортивних танців
  - онука — Наталія Бєднягіна, чемпіонка України та світу із спортивних латиноамериканських танців (у парі з Романом Миркіним)

## Нагороди
Нагороджений орденом Леніна (1 травня 1943), п'ятьма орденами Червоного Прапора (2 січня 1937, 4 липня 1937, 21 травня 1940, 13 червня 1952 і 22 лютого 1968), орденами Вітчизняної війни 1-го ступеня, Червоної Зірки (30 квітня 1947), медалями «XX років РККА» (22 лютого 1938), «За оборону Ленінграда» (22 грудня 1942), «За бойові заслуги» (3 листопада 1944), «За перемогу над Німеччиною» (9 травня 1945), «30 років Радянської Армії і Флоту» (22 лютого 1948), «В пам'ять 250-річчя Ленінграда» (16 травня 1957), «40 років Збройних Сил» (22 лютого 1958), «20 років Перемоги» (7 травня 1965), «50 років Збройних Сил» (26 грудня 1967).

## Пам'ять
На алеї Героїв міста Мглина Брянської області встановлено бюст О. Ф. Кондрата, а в Мглинському краєзнавчому музеї є стенд, присвячений Герою.